# ジュリア・ストレイチー
ジュリア・ストレイチー（Julia Strachey、1901年8月14日 - 1979年）は、イングランドの作家。彼女は、リットン・ストレイチーの兄であった父オリヴァー・ストレイチー (Oliver Strachey) が公職に就いていた、イギリス領インド帝国のイラーハーバードに生まれた。彼女の母ルビー (Ruby) は、ドイツ系スイス人の出であった。ジュリアは人生の大部分をイングランドで過ごし、ポール・ポワレのモデルや、写真家、出版社の原稿閲読担当などを経て、小説を書くようになった。代表作としては、当初ホガース・プレス (Hogarth Press)から刊行され、近年ではパースフォン・ブックス (Persephone Books)から再刊されている『Cheerful Weather for the Wedding』がある。

## 生い立ち
ジュリア・ストレイチーは、6歳までインドで育ち、ロンドンへ移った。両親の離婚後、彼女はケンジントン・ハイ・ストリート (Kensington High Street) から少し入ったメルベリ・ロード (Melbury Road) に住んでいた伯母エリノー・レンデル (Elinor Rendel) のもとに身を寄せた。4年後、ジュリアはブラックハースト (Brackenhurst) の寄宿学校に送られたが、この時期に、父オリヴァーは、イギリスの哲学者バートランド・ラッセルの当時の妻アリス・ピアソル・スミス (Alys Pearsall Smith) の姪で、レンデルの親友であったレイ・コステロー (Ray Costelloe) と、新たな恋愛を始めた。一方ジュリアは、アリスと親密になり、「ルーおばちゃん (Aunty Loo)」と愛情を込めて呼ぶようになっていた。スミスの並外れた、しばしば邪悪なまでのユーモア感覚は、その後のジュリアのライフスタイルに永く残る影響を与えた。

## ブルームズベリーとその後
1927年、ジュリアは、彫刻家スティーヴン・トムリン (Stephen Tomlin) と結婚した。しかし、ふたりは1934年に離婚した。ジュリアは短編小説を雑誌に寄稿する事で生計を立てた。それが小説を本格的に書き始めた契機であった。
1932年、エキセントリックでウィットに富んだ『Cheerful Weather for the Wedding』がホガース・プレスから出版された。ヴァージニア・ウルフは、「驚くほど良くできていると思う - 完璧で、鋭く、個性的」と記した。叔父リットンとの関係や、それまで著作家として彼女自身が築いてきた名声によって、ジュリアはやがてブルームズベリー・グループに加わるようになり、その社交行事にしばしば顔を出すようになった。そうしたユニークな経験は、彼女の創作にも強い影響を与えた。1964年まで、ジュリアはブルームズベリーの「回顧録クラブ (Bloomsbury Group#Memoir Club) に熱心に参加し、他の参加者たちとともに、彼らが共有する記憶について議論し、書き記した。
1939年、彼女は、当時まだ21歳の画家で、後に批評家となったローレンス・ゴウイング (Lawrence Gowing) と出会った。ふたりはその後30年を一緒に生活し、そのうち1945年から1960年までの15年間は結婚しており、ニューキャッスルやチェルシーで過ごしたが、ゴウイングが別の女性と恋に落ちてこの関係は終わった。
ジュリア・ストレイチーの死については、それが1979年のことであったという事実以外、ほとんど何も知られていない。
2012年には、ストレイチーの代表作『Cheerful Weather for the Wedding』を原作とするイギリス映画『Cheerful Weather for the Wedding』が公開された。

## 作品

### 単行本
- Cheerful Weather for the Wedding (1932) - 2009年にパースフォン・ブックスから再刊
- The Man on the Pier (1951) - 1978年にペンギン・ブックス (Penguin Books) から、An Integrated Man と改題の上で再刊

### 短編
- 'Fragments of a Diary' (1940)
- 'Pioneer City' (1943)
- 'Animalia', published by the New Yorker under the title 'Can't you get me out of here?' (1959)
- 'Complements of the season', short story published in Turnstile One, edited by V. S. Pritchett. Published by Turnstile Press. (1948)